# Justin Petrone

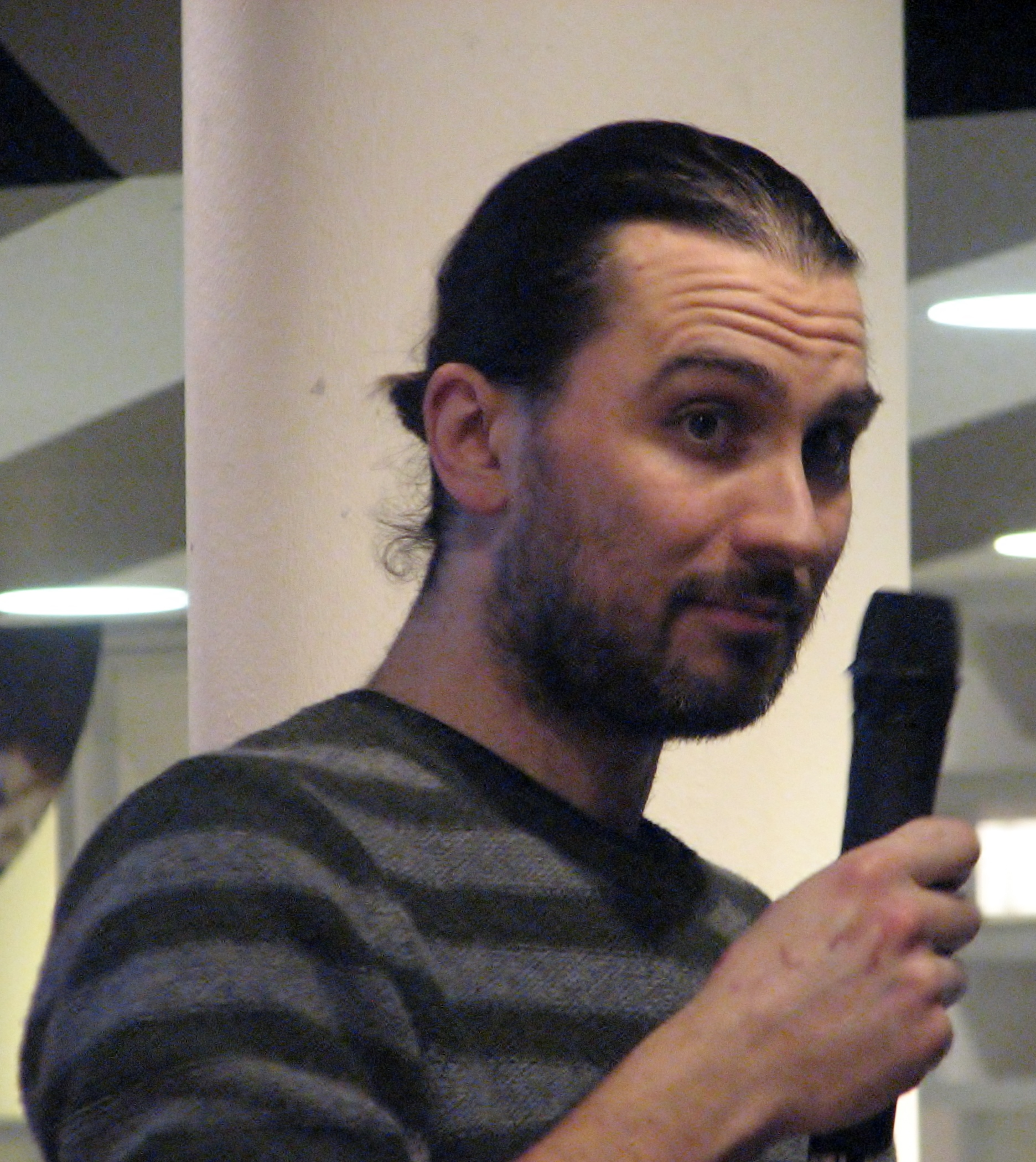
Justin Petrone, 2015

Justin Petrone (* 20. November 1979 in New York City) ist ein amerikanischer Journalist und Schriftsteller, der in Estland lebt.

## Leben und Werk
Justin Petrone studierte an der George Washington University Journalistik und belegte danach Aufbaustudien in Kopenhagen und an der Universität Tartu. 2002 lernte er in Helsinki Epp Petrone kennen, mit der er zunächst nach New York ging. 2003 kam das Paar nach Estland zurück, wo Petrone als Journalist arbeitete und bei dem von Epp Petrone 2007 gegründeten Verlag einstieg. Darüber hinaus ist er als Blogger aktiv und arbeitet unter anderem für The Baltic Times. Er ist Verfasser von zahlreichen Reisebüchern auf Estnisch und Englisch.

## Bibliografie (Auswahl, nur englischsprachige Titel)
- My Estonia. Passport forgery, meat jelly eaters and other stories. Petrone Print, 2009, ISBN 9789985999684
- My Estonia 2. Berry junkies, Nordic elves and real estate fever. Petrone Print, 2011, ISBN 9789949907656
- Mission Estonia, Ajakirjade Kirjastus, 2013, ISBN 9789949502899
- My Estonia 3. What happened?, Petrone Print, 2015, ISBN 9789949556106
- Sketches of Estonia, Petrone Print, 2017, ISBN 9789949608331
- My Viljandi, Petrone Print, 2021, ISBN 9789916605752